# Ciclovia della Valle Seriana
La ciclovia della Valle Seriana è una pista ciclopedonale che si snoda in Val Seriana, in provincia di Bergamo.

## Il progetto
La prima proposta inerente alla possibilità di realizzare un percorso ciclopedonale lungo la valle Seriana risale al 1999, quando l'amministrazione provinciale bergamasca presentò al Consiglio regionale della Lombardia un'iniziativa volta ad utilizzare parte dei sedimi della vecchia Ferrovia della Valle Seriana (dismessa dagli anni sessanta) non compresi nel progetto della nuova Tranvia Bergamo-Albino.
In breve l'ente regionale approvò l'iniziativa, finanziando uno studio di fattibilità e successivamente il progetto preliminare, predisposto dall'ufficio tecnico della Comunità Montana della Valle Seriana.
I lavori cominciarono poco tempo dopo, portando alla realizzazione di tratti di piste ciclabili, inizialmente non collegati tra loro, nei comuni di Alzano Lombardo, Nembro ed Albino: il notevole consenso riscosso diede un ulteriore impulso al proseguimento dei lavori, che coinvolsero via via tutti i paesi della bassa e media valle Seriana.
La copertura finanziaria dell'opera è stata garantita dalla regione Lombardia per il 48% dell'importo previsto, mentre la somma restante è stata suddivisa tra Comunità montana della Valle Seriana, Provincia di Bergamo ed alcuni comuni interessati dall'intervento.
Il costo è stato stimato in 5.374.341,12 euro, dei quali 636.016,71 per la realizzazione di tratti su sedi stradali già esistenti, mentre i restanti per la costruzione ex novo di sedi ciclabili.
Il tutto inserito in un contesto finalizzato al miglioramento della mobilità nella valle, unitamente alla nuova Strada statale 671 della Val Seriana ed alla Tranvia Bergamo-Albino, con la quale la pista stessa permette numerose interconnessioni, rendendola più facilmente raggiungibile dagli utenti cittadini.

## Caratteristiche

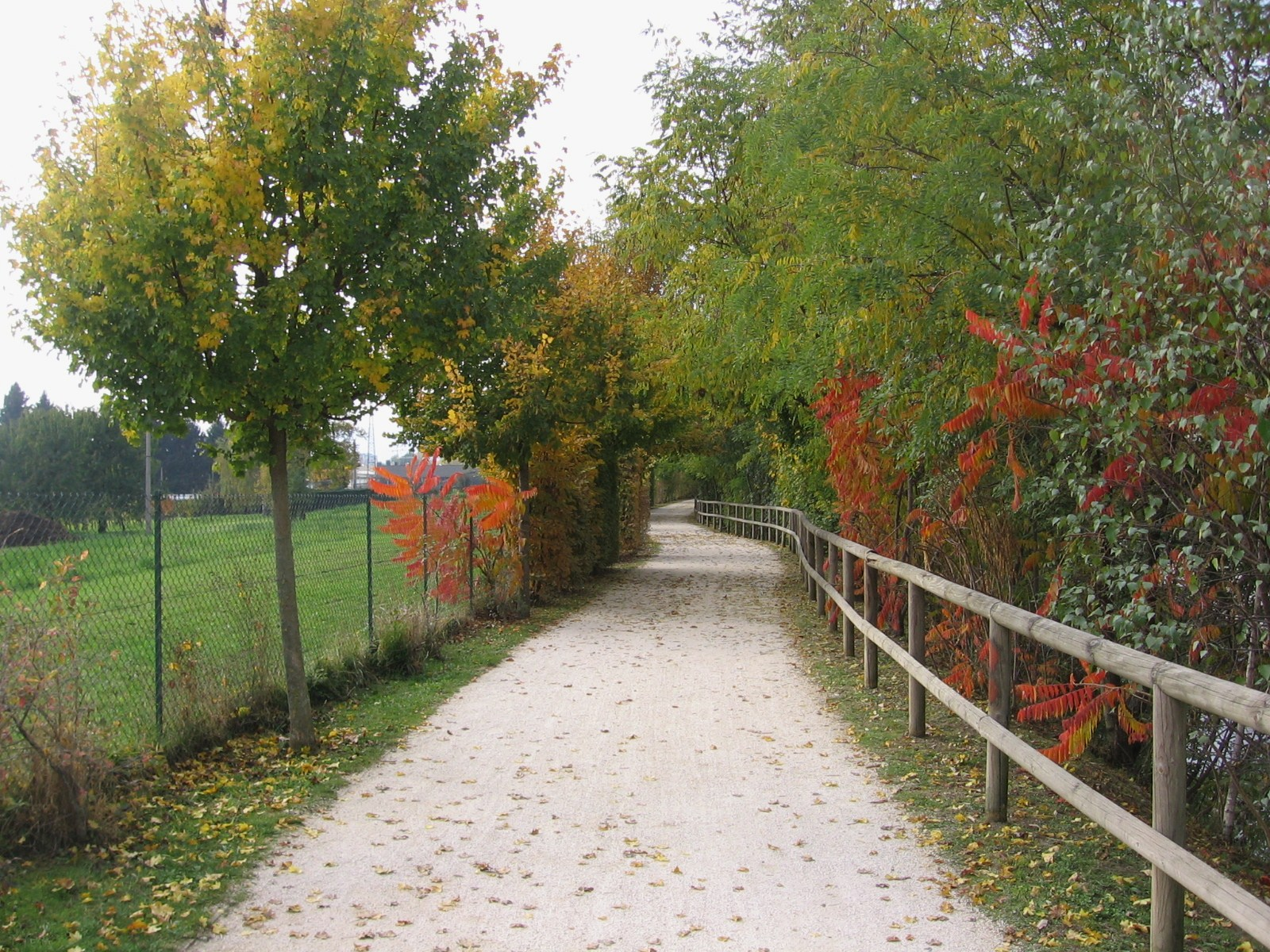
Scorcio tipico della ciclovia

Il percorso, che permette di collegare l'hinterland nord della città di Bergamo con gran parte dei paesi della valle Seriana fino a Clusone, è composto da una rete di piste ciclopedonali pari a 47 chilometri, con un itinerario principale che raggiunge i trenta chilometri di lunghezza.
Tutta l'opera si sviluppa sul fondovalle lungo il corso del fiume Serio, interessandone gli argini e antiche le aree di esondazione, sottoposte ad un intervento di riqualificazione dopo anni di degrado ed incuria e restituiti alla cittadinanza. 
Accessibile ad ogni tipo di utenza grazie all'assoluta assenza di asperità altimetriche ed al fondo in terra battuta e livellata tramite posa di ghiaia, che la rende una vera e propria ”strada bianca” per l'85% del tragitto (il restante 15% in asfalto è dovuto a particolari condizioni climatiche che altrimenti avrebbero rapidamente deteriorato il manto), può contare su una sede propria completamente separata dalla viabilità ordinaria per il 95% dell'intero percorso, larga mediamente tre metri, con tratti più larghi dove la sede si sovrappone al sedime della vecchia ferrovia: considerando inoltre i circa 300 metri di dislivello su una lunghezza di 31,2 chilometri, si evince che la pendenza media è assai limitata, pari all'1%, con punte massime comprese tra il 4-5%.
Inoltre sia i parcheggi di interscambio che i numerosi spazi ricreativi (parchi giochi, panchine e aree verdi) la rendono meta di numerosi escursionisti, cicloamatori, famiglie e chiunque abbia voglia di passare piacevoli momenti a contatto con la natura, pur trovandosi in una zona ad alta densità industriale ed abitativa.

## Il percorso

### Primo troncone
La traccia principale della pista ciclopedonale si prefigge di collegare l'hinterland della città di Bergamo con la valle Seriana. In tal senso, nell'aprile 2010, è stato approvato il progetto che prevede la costruzione di un tratto di pista che, partendo dalla città di Bergamo ed affiancando il percorso del tram delle valli, si congiungerà con la parte già esistente a Ranica.
Il tratto iniziale si sviluppa nell'area del Parco del Serio Nord, e si dirama dalla località ”La Patta” in comune di Ranica, lambisce la località "Viandasso" e costeggia la vecchia strada provinciale 35 fino a giungere alla località ”Le Piante” di Alzano Lombardo, all'interno del PLIS NaturalSerio. 

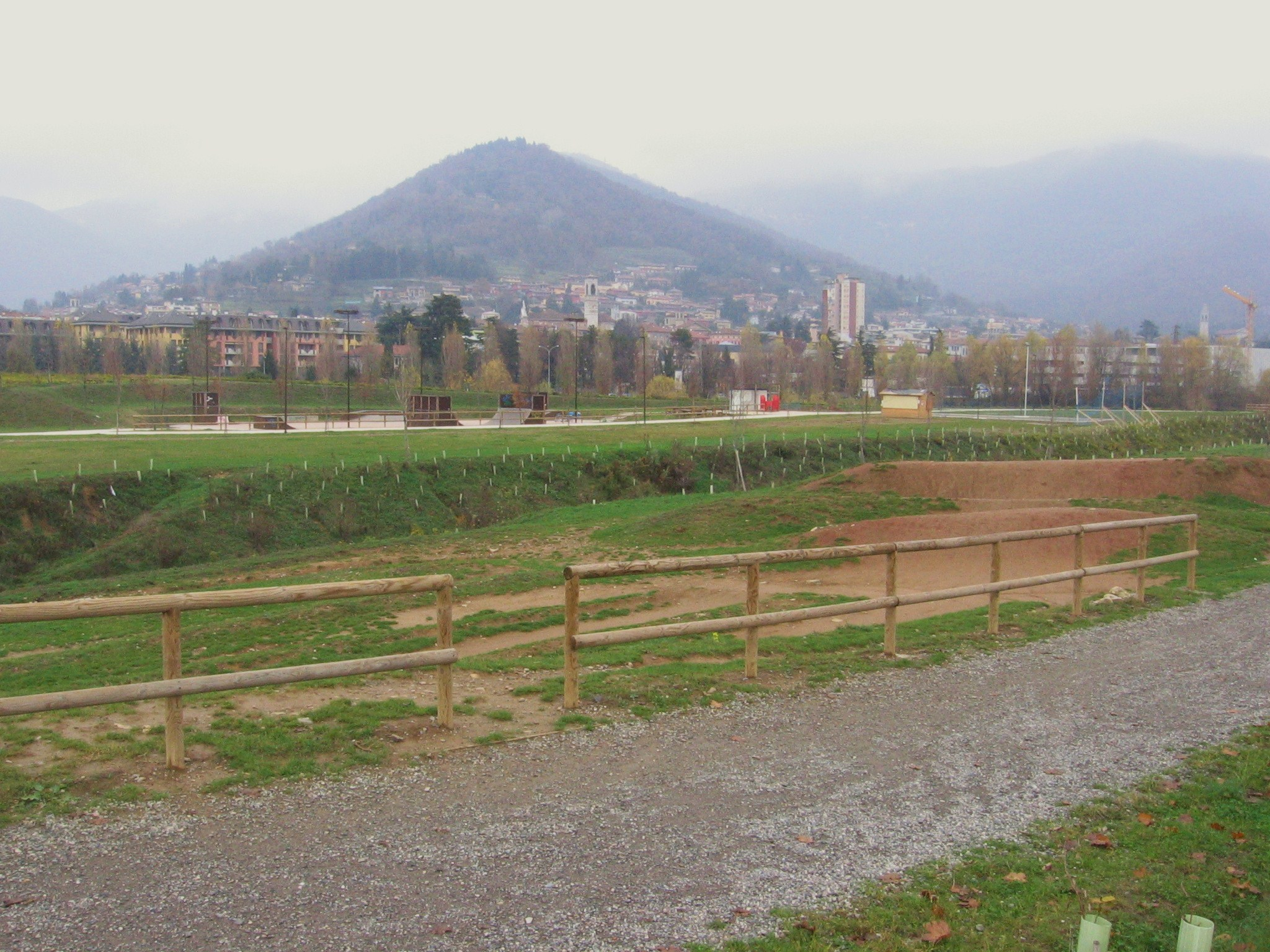
Parco fluviale tra Alzano e Villa di Serio, con pista di BMX e skateboard sul fondo

Da quest'ultima, posta sul versante orografico destro della valle, è quindi possibile raggiungere, superando un ponte un tempo utilizzato per la viabilità ordinaria, il parco attrezzato sorto nelle aree alluvionali del fiume Serio nel comune di Villa di Serio, a fianco della strada provinciale Nembro-Bergamo.
Questo spazio, all'interno del Parco del Serio Nord, propone numerosi spunti d'intrattenimento, tra cui una pista per skateboards, una per BMX, tavoli e sedie dove potersi riposare o improvvisare un pic-nic, pannelli integrativi che permettono di conoscere la fauna presente sul territorio, nonché numerosi tratti di pista che si intersecano più volte coprendo tutta l'area interessata, che si estende anche dalla parte opposta della trafficata strada provinciale (superandola tramite una passerella ed un sottopassaggio).
L'intera zona è una sorta di punto di riferimento per la rete ciclopedonale della bassa valle, poiché in essa confluiscono altri due tracciati: il primo proviene dalla zona a sud di Villa di Serio, vicina al confine con Scanzorosciate, che comprende a sua volta un parco e costeggia gli impianti sportivi del paese seriano.
Il secondo tratto alternativo si sviluppa sull'opposta sponda orografica, in comune di Alzano Lombardo, e prosegue in direzione nord verso il nuovo centro sportivo (palazzetto dello sport e piscine) e la zona industriale da cui, costeggiando una struttura utilizzata per il tiro a segno, si raggiunge il comune di Nembro e si può ritornare sull'itinerario principale nei pressi della frazione Gavarno.
Esiste anche un altro itinerario alternativo, che parte nei pressi centro sportivo di Ranica: dotato di sede promiscua ed in corsia riservata, raggiunge prima Alzano Lombardo e quindi il rinomato parco Montecchio, da cui è possibile ritornare al parco lungo il Serio precedentemente descritto, oppure proseguire in direzione nord, lungo la roggia Serio, fino a raggiungere la zona industriale del comune di Nembro.

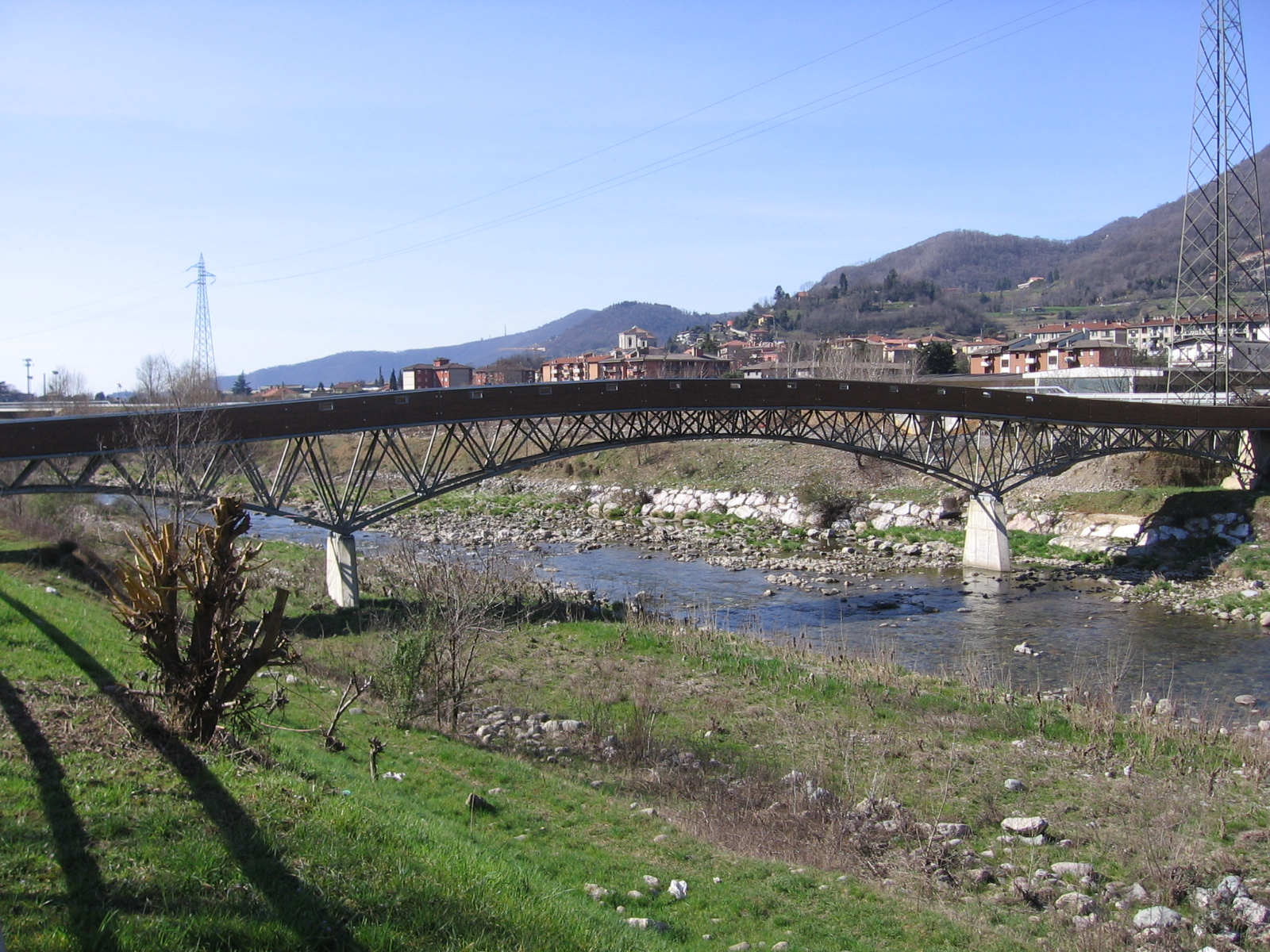
Passerella sul Serio tra Nembro e Pradalunga

Proseguendo invece sull'itinerario principale si fiancheggiano la centrale idroelettrica e le bocche di presa della roggia Borgogna e poco dopo si incontra l'intersezione con la pista ciclopedonale che si dirige verso destra e, tramite una passerella sopraelevata, supera il nuovo svincolo della SS671 dirigendosi verso la frazione Gavarno lungo il torrente Gavarnia nell'omonima valle.
Continuando invece verso nord, qualche centinaio di metri più avanti la pista si “sdoppia” in due percorsi che proseguono parallelamente per circa un chilometro sui due lati opposti delle rive del Serio: rimanendo sul versante sinistro, si passa tramite un arco ricavato al di sotto del ponte romanico e si entra nel territorio di Pradalunga; quello che si sposta sul versante destro supera un imponente ponte metallico e raggiunge il centro sportivo ”Saletti”, all'interno del quale si trova un campo da calcio con pista di atletica dove spesso si svolgono meeting internazionali, mentre all'esterno inoltre è presente un anello utilizzato dalle locali scuole ciclismo, dagli appassionati di skiroll e pattini. Poco più a monte questo ramo si ricongiunge con la via parallela tramite la passerella ”Crespi”.
Si incontra quindi un parco giochi con servizio bar in prossimità della passerella ”Honegger” prima di arrivare ad Albino, dove si passa sul ponte romanico risalente al Medioevo e si arriva al piazzale antistante la sede locale dell'ASL, attigua al capolinea della tranvia Bergamo-Albino, sulla quale è possibile trasportare le proprie biciclette. 

### Secondo troncone
Dal capoluogo della media valle Seriana il tracciato prosegue in direzione nord tra prati e piccole boscaglie sul versante destro della valle stessa, raggiungendo un ponte che, svoltando sulla propria destra, conduce a Cene. 

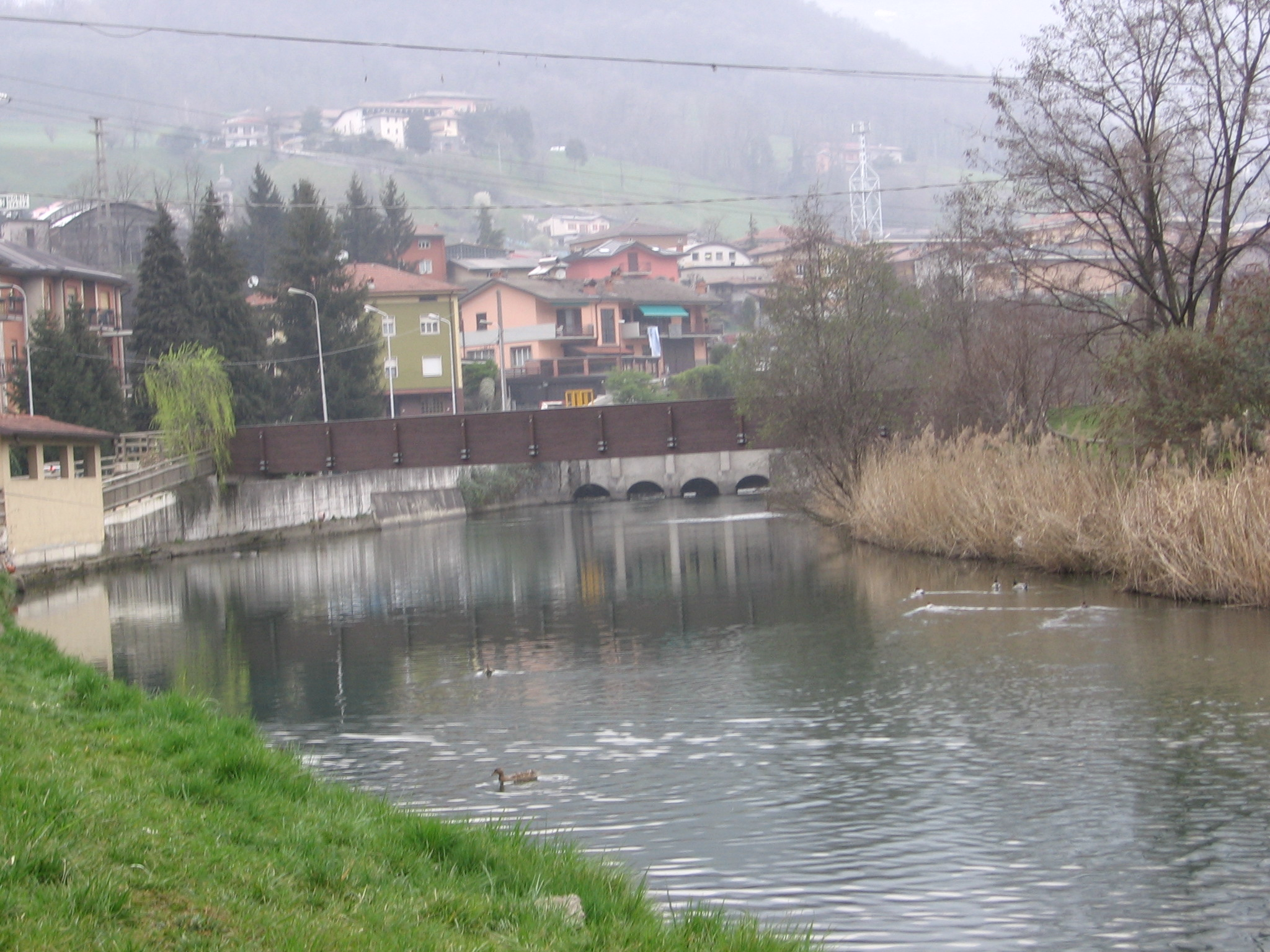
Fiorano al Serio, presso l'isola fluviale

Prima di questo, mantenendosi sulla sinistra, si può raggiungere l'oasi naturalistica denominata ”Prato Alto” in cui si sviluppa un percorso naturalistico (riservato ai soli pedoni) su un'area di circa 40.000 m².
Continuando invece verso Cene si incontra prima un altro circuito asfaltato ad anello, utilizzato dalla locale scuola ciclistica e dagli appassionati di ski-roll, e poi un parco giochi attrezzato per i più piccoli.
Poche centinaia di metri e si sbuca su una strada, sulla quale la marcia prosegue tramite una corsia riservata che in breve ritorna nuovamente su sede propria. Alla successiva intersezione con la viabilità ordinaria si incontra un ponte: mantenendo la propria sinistra lo si attraversa, si supera la provinciale e ci si immette in via Salici, al termine della quale si raggiunge il centro di Gazzaniga, prima del quale è possibile passare al di sotto del ponte della SP671 riallacciandosi all'itinerario principale.
Al precedente bivio si consiglia invece di mantenersi sullo stesso versante orografico, prendendo via Cave, dove è situato il Parco paleontologico.

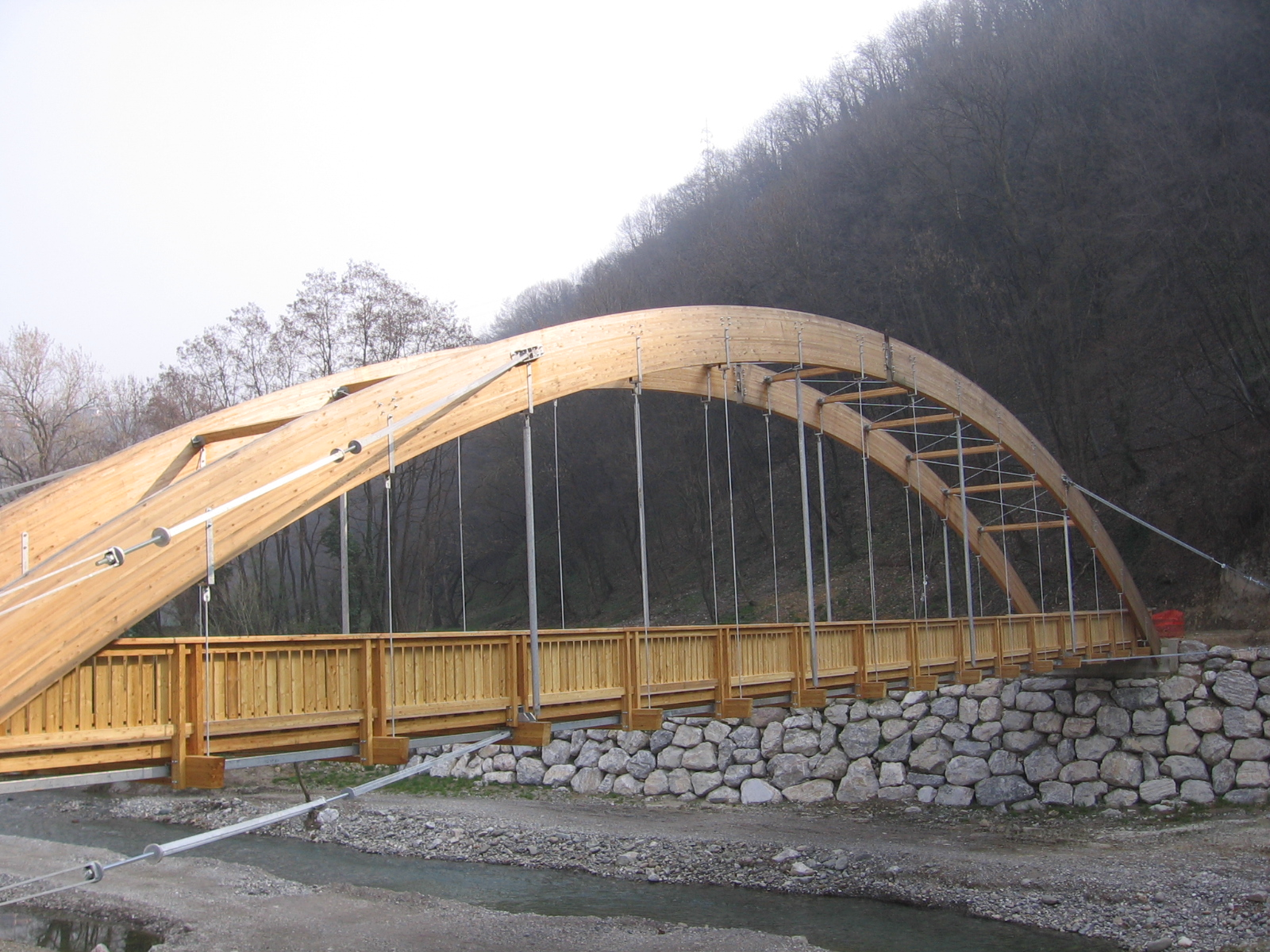
Ponte tra Vertova e Casnigo

Dopo di questo si prosegue per qualche centinaia di metri sulla sede stradale poco trafficata di via Bellora e, dopo una leggera discesa e prima del ponte che conduce a Gazzaniga, una svolta decisa sulla propria destra conduce nella valle Asinina. Dopo poco si passa sul versante orografico destro mediante un ponte: andando a sinistra (passando per il cimitero di Fiorano al Serio) si raggiunge, tramite due passerelle, l’”isolotto della Buschina”, un'area ricavata tra il corso naturale del fiume ed un canale artificiale, dove si trova un parco giochi per bambini e spazi attrezzati per pic-nic.
Proseguendo si raggiunge lo svincolo per la pista ciclopedonale per la Val Gandino, attualmente in fase di realizzazione il cui completamento è ipotizzato per la primavera 2010.
Dopo essere transitati nel territorio di Vertova, si entra nel comune di Casnigo dopo il passaggio sulla sponda sinistra: da qui è possibile, mediante una lunga scalinata, salire al centro abitato, oppure proseguire verso nord fino ad arrivare presso una discesa a piccoli tornanti seguita da una breve salita in cemento che si arrampica all'altezza dello svincolo che dalla SS671 porta nel paese di Colzate. Si attraversa la strada e ci si mantiene sulla sede ciclabile che, dopo un primo tratto sul marciapiede, ritorna su sede propria.

### Terzo troncone

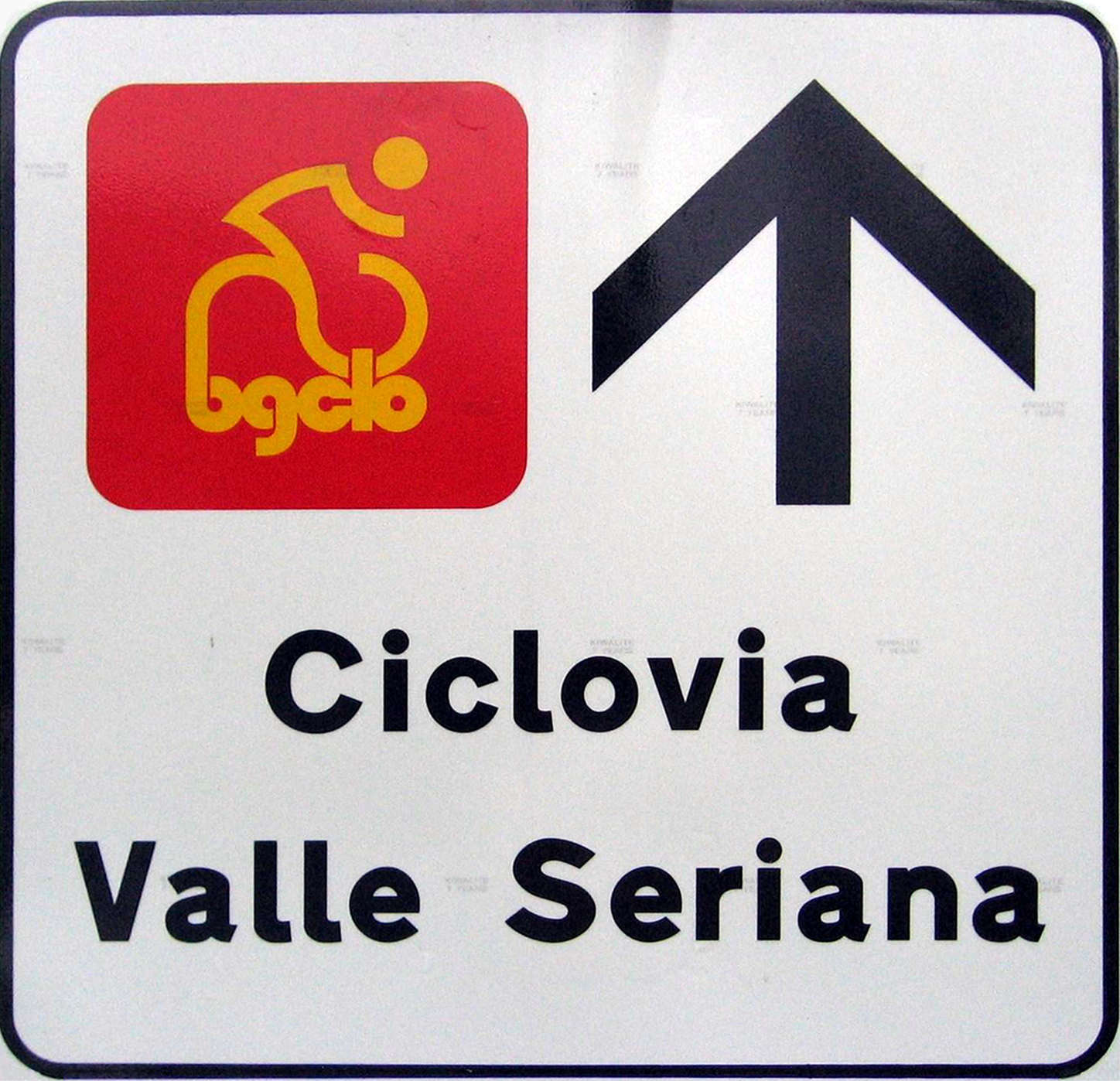
Pannello integrativo

A nord del centro abitato, ai piedi del locale santuario di San Patrizio, dopo aver incontrato la sede della CRI ed un canile, la sede stradale si sovrappone al vecchio sedime della ferrovia, allargandosi in modo considerevole.
In questo tratto ci si mantiene a lungo nelle boscaglie del versante destro della valle, nel quale si incontrano pochi segni dell'uomo: tra questi un insediamento industriale e qualche sporadico cascinale (tra cui l'acquedotto), che permettono così di notare la netta separazione tra la media e l'alta valle Seriana.
Dopo il caratteristico passaggio ad arcata unica sotto il ponte del Costone, il fondo abbandona la caratteristica terra battuta e diventa in asfalto, raggiungendo in breve il paese di Ponte Nossa. Qui la larghezza si riduce in modo brusco, si supera il campo sportivo e la stazione degli automezzi e si ritorna sul versante sinistro della valle grazie al vecchio ponte ferroviario posto tra la chiesetta di san Bernardino e la zona industriale. Con leggera ma costante pendenza la sede ritorna sul vecchio sedime e sale superando la vecchia stazione ferroviaria di Ponte Selva raggiungendo poi la zona denominata ”La Busgarina” dove si trova un laghetto di pesca sportiva.
Ormai giunti nel comune di Clusone, si costeggia la SS671 in località Fiorine e, dopo il bivio per San Lucio, si entra nel centro abitato da cui si raggiunge la stazione dei pullman, luogo conclusivo dell'itinerario.